# Panonceau de signalisation routière en France

Un panonceau de type M9.

M6a

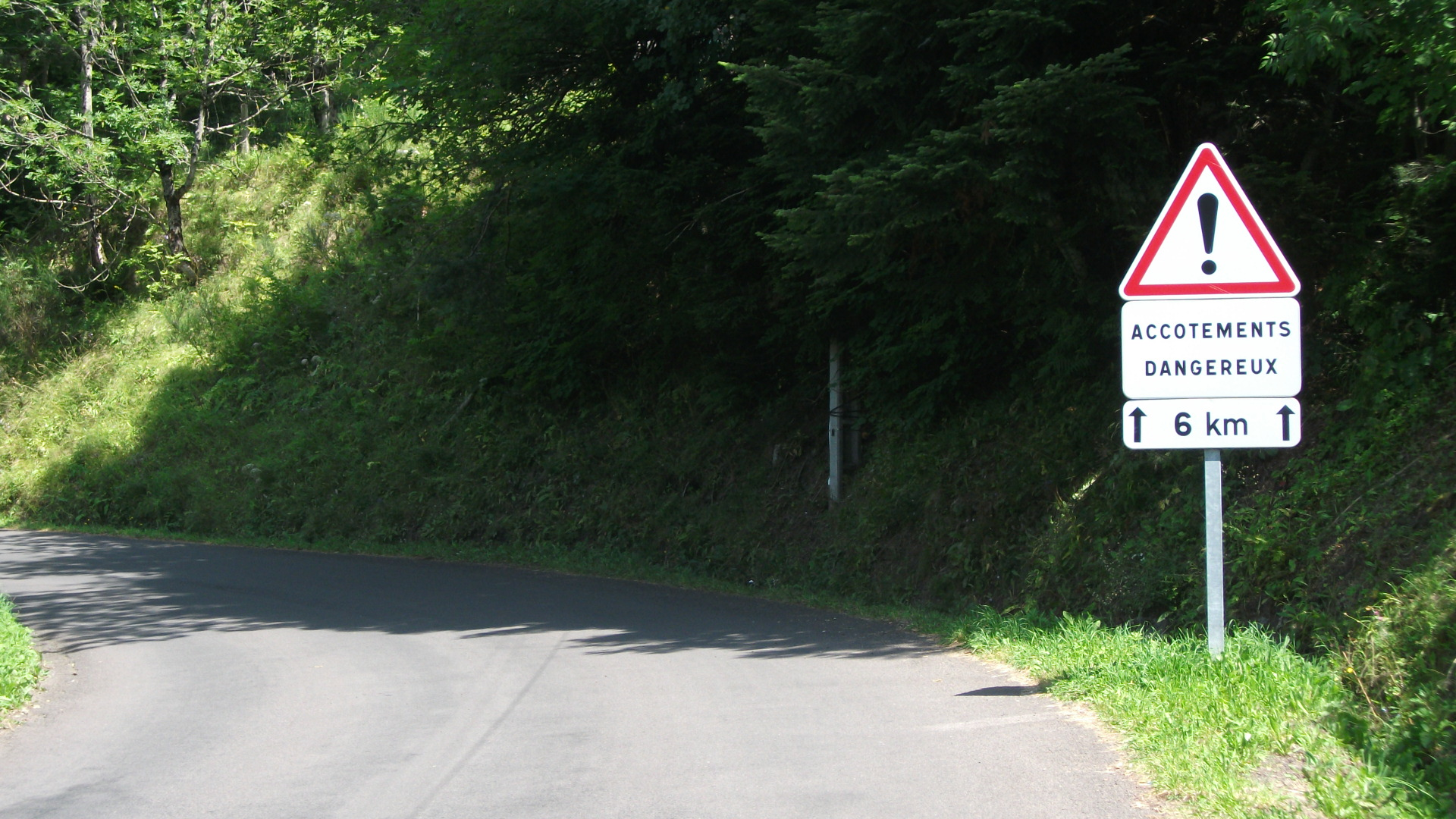
Panneau de danger accompagné par deux panonceaux de type M9 et M2.

Exemple de panneau M12

Les panneaux additionnels, désignés sous le nom de « panonceaux », sont destinés à donner aux usagers des indications complémentaires à celles du panneau qu’ils accompagnent.

## Catégories de panonceaux
Les panonceaux sont répartis en douze catégories :
- Panonceaux de distance M1 : Ils indiquent la longueur de la section comprise entre le signal et le début du passage dangereux ou de la zone où s’applique la réglementation, ou du point qui fait l’objet de l’indication.
- Panonceaux d’étendue M2 : Ils indiquent la longueur de la section dangereuse ou soumise à réglementation ou visée par l’indication.
- Panonceaux de position ou directionnels M3 : Ils indiquent la position ou la direction de la voie concernée par le panneau qu'ils complètent.
- Panonceau de catégorie M4 : Il indique que le panneau qu’il complète s’applique à la seule catégorie d’usager qu’il désigne par une silhouette, un symbole ou une inscription.
- Panonceau « Stop » M5 : Il indique la distance comprise entre le signal et l’endroit où le conducteur doit marquer l’arrêt et céder le passage.
- Panonceau complémentaire aux panneaux de stationnement et d’arrêt M6 : Il donne des précisions concernant la réglementation relative au stationnement.
- Panonceau schéma M7 : Il représente par un schéma l’intersection qui va être abordée et indique par un trait large les branches prioritaires. La branche verticale dans la moitié inférieure du panonceau représente la route sur laquelle il est implanté.
- Panonceau d’application des prescriptions concernant le stationnement et l’arrêt M8 : Il donne des indications sur les limites de la section sur laquelle s ’applique la prescription.
- Panonceau d’indications diverses M9 : Il donne des indications complémentaires ou modificatrices à celles données par le panneau qu’il complète.
- Panonceaux d'identification M10 : Ils permettent d'identifier une autoroute, un échangeur ou un service et sont placés au-dessus de certains panneaux de signalisation d’indication ou de signalisation des services. On distingue les différents types suivants :
- Panonceaux signalant des dérogations ou des prescriptions M11 :
- Panonceaux d’autorisation conditionnelle de franchissement pour cycles M12 : ils « autorisent les cyclistes à franchir la ligne d’arrêt du feu pour emprunter la direction indiquée par la flèche en respectant la priorité accordée aux autres usagers »[1].

## Liste des panonceaux
Il existe 59 panonceaux différents en France.

## Dimensions
Les dimensions des panonceaux respectent les rapports hauteur/largeur du tableau suivant :
| LargeurHauteur | 350 mm | 500 mm | 700 mm | 900 mm | 1 000 mm | 1 200 mm | 1 500 mm |
| -------------- | ------ | ------ | ------ | ------ | -------- | -------- | -------- |
| 150 mm         |        |        |        |        |          |          |          |
| 200 mm         |        |        |        |        |          |          |          |
| 250 mm         |        |        |        |        |          |          |          |
| 300 mm         |        |        |        |        |          |          |          |
| 350 mm         |        |        |        |        |          |          |          |
| 400 mm         |        |        |        |        |          |          |          |
| 500 mm         |        |        |        |        |          |          |          |
| 600 mm         |        |        |        |        |          |          |          |
| 700 mm         |        |        |        |        |          |          |          |

Ainsi pour un panneau de danger de gamme normale (1 000 mm) un panonceau de largeur 900 mm sera utilisé. La hauteur variera selon le nombre de lignes à écrire.
Tous les panneaux sont de forme rectangulaire ou carrée à l’exception des panonceaux M12 qui sont de forme triangulaire équilatérale dont la pointe est orientée vers le bas.

## Implantation
Tous les panonceaux doivent être placés de sorte que leur grand côté soit placé horizontalement sauf en ce qui concerne les panonceaux M3 et M8 qui peuvent être utilisés verticalement.
Dans tous les cas le panonceau est placé sur le même support et dans le même plan que le panneau auquel il est associé.
Si deux panneaux doivent être complétés par un ou plusieurs panonceaux et si, en application du principe de concentration, ces panneaux doivent être groupés il est préférable de les implanter dans le même plan mais sur des supports séparés. Toutefois si, pour raison d'encombrement, deux panneaux doivent être implantés sur le même support, on appliquera les dispositions suivantes :
- si un seul panneau comporte un panonceau, le panneau et le panonceau sont placés au-dessus du second panneau ;
- si les deux panneaux comportent au moins un panonceau chacun, chaque panneau doit être associé à son ou ses panonceaux sauf quand un panneau de danger est associé à un panneau de prescription ; dans ce cas il est inutile de répéter le même panonceau sous chaque panneau. Le ou les panonceaux communs sont placés sous le panneau de prescription lui-même placé sous le panneau de danger.

## Règle sur les indications de distances
Cette règle concerne les panonceaux M1 et M2.
La distance portée sur le panonceau est arrondie :
- au kilomètre le plus voisin si elle est supérieure à 5 km ;
- au demi-kilomètre le plus voisin si elle est comprise entre 2 km et 5 km (par exemple 2,5 km) ;
- aux 100 m les plus voisins si elle est comprise entre 500 et 2 000 m ;
- aux 50 m les plus voisins si elle est comprise entre 100 et 500 m ;
- à 50-75 ou 100 m si elle est comprise entre 50 et 100 m ;
- aux 10 m les plus voisins si elle est inférieure à 50 m.

## Sources
- Arrêté du 24 novembre 1967 modifié relatif à la signalisation des routes et des autoroutes.
- Instruction interministérielle sur la signalisation routière, 1re partie : Généralités, article 9-1.